# 여름 학교
여름 학교, 서머 스쿨, 섬머 스쿨(summer school)은 여름 방학 동안 수업과 활동을 제공하는 학교 또는 일반적으로 학구에서 후원하거나 사설 기관에서 제공하는 프로그램이다. 여름 학교 참여는 교육에 상당한 유익한 효과를 가져오는 것으로 나타났다.

## 북아메리카
초등학교와 중학교에서 여름 학교 프로그램은 종종 보충 수업에 사용되지만, 일부 비학업적인 데이 캠프 프로그램은 스스로를 여름 학교라고 부르기도 한다.
고등학교, 단과대학 또는 대학에서 학생들은 학점을 위해 수업에 등록할 수 있으며, 이는 성적 (교육) 또는 성적표에 반영된다. 고등학교에서는 여름 학교가 주로 보충 목적으로 사용된다. 그러나 단과대학 및 대학에서는 역사적으로 전문화 및 경력 개발을 위한 학점 이수를 위한 과정으로 사용되어 왔다. 많은 대학들이 국내외 학생들을 유치하기 위해 더 짧고 집중적인 여름 과정을 제공하며, 이 프로그램들은 종종 사교 활동으로 둘러싸여 있다.
학계에서 이 용어는 학술회의의 한 종류를 지칭하기도 한다. 일반적으로 기성 학자들이 특정 분야의 고급 주제에 대해 대학원 학생들에게 발표를 한다. 이러한 종류의 여름 학교는 종종 국가적 또는 국제적 수준으로 조직되며, 학점이 부여되지 않는다. 또한, 단과대학 또는 대학은 교사나 기타 전문 직업인이 전문 또는 일반 교육을 보충하기 위해 여름 프로그램을 제공하기도 한다. 일부 여름 학교는 시험이 없고 학위 목적이 아닌 일반 대중을 위한 것이다.

## 그 외 지역
북아메리카 외 지역에서 이 용어는 더 넓은 정의를 가지며 모든 연령을 포함하고 여가 및 기타 비학업 과목을 포함한다. 따라서 예를 들어, 울타리 만들기 과정은 아마도 노년층을 대상으로 할 것이다. 이 지역에서 음악 여름 학교는 반면에 학령기 학생, 대학생 또는 다양한 수준의 성인 전문가 또는 아마추어를 위해 설계될 수 있다.
여름 학교는 또한 학생들이 일반적인 학교 교육에서는 얻을 수 없는 교육 경험을 제공할 수 있다. 이는 학교에서 일반적으로 제공되지 않는 과목(예: 영국 학교에서는 일반적으로 제공되지 않지만 여름 학교에서는 가르칠 수 있는 법률)이나 유서 깊은 대학 또는 옥스퍼드 대학교와 같이 세계적으로 명성이 높은 대학에서의 학습 경험을 포함할 수 있다. 여름 학교는 또한 일상 교육에서는 불가능했던 더 다양한 견학 및 현장 학습을 통합할 수 있으므로 일부 여름 학교는 교육과 휴가 사이의 경계를 넘나든다. 여름 학교는 학생들이 대학 지원 및 직업 경쟁 환경에서 앞서 나갈 수 있도록 돕는다.

## 외국어로서의 영어
여름 학교는 외국어로서의 영어를 배우는 학생들, 특히 어린이들에게 인기 있는 선택이다. 영국 EFL 언어 교육 기관인 EnglishUK는 470개 이상의 회원을 보유하고 있으며, 이들 중 다수가 여름 학교를 운영한다. 여름 학교는 종종 외국어 언어 몰입 교육을 제공하는데, 이는 언어 학습에 알려진 이점을 제공한다. 이러한 종류의 여름 학교는 영어권 국가에서 고등 교육을 추구하고자 하는 학생들에게도 매력적이다. 이들 국가들은 대학 순위에서 지속적으로 상위권을 차지하며, 해외 학생들의 비율이 높다. 이들 국가의 여름 학교는 영어뿐만 아니라 영어를 사용하는 문화에 대한 통찰력을 제공하기 때문이다. 심지어 이러한 학생들의 대학 지원에 대한 지도를 제공할 수도 있다.

## 같이 보기
- 여름 방학

## 더 읽어보기
- Cooper, Harris; Charlton, Kelly; Valentine, Jeff C.; Muhlenbruck, Laura: Making the Most of Summer School: A Meta-Analytic and Narrative Review. Monographs of the Society for Research in Child Development, v65 n1 p1-118 2000. ISBN 0631221522. Blackwell Publishing, 2000.
- Guide to Summer Camps and Summer Schools. 31st edition, 2008/09. Porter Sargent Handbooks, a Division of Alloy Education.
- Guide to Summer Camps and Summer Schools. 32nd edition, 2010/11. Porter Sargent Handbooks, a Division of Alloy Education.